# Kamuthi
Kamuthi é uma panchayat (vila) no distrito de Ramanathapuram, no estado indiano de Tamil Nadu.

## Demografia
Segundo o censo de 2001,  Kamuthi  tinha uma população de 13,135 habitantes. Os indivíduos do sexo masculino constituem 48% da população e os do sexo feminino 52%. Kamuthi tem uma taxa de literacia de 75%, superior à média nacional de 59.5%: a literacia no sexo masculino é de 80% e no sexo feminino é de 71%. Em Kamuthi, 12% da população está abaixo dos 6 anos de idade.